# كرنفال أورورو

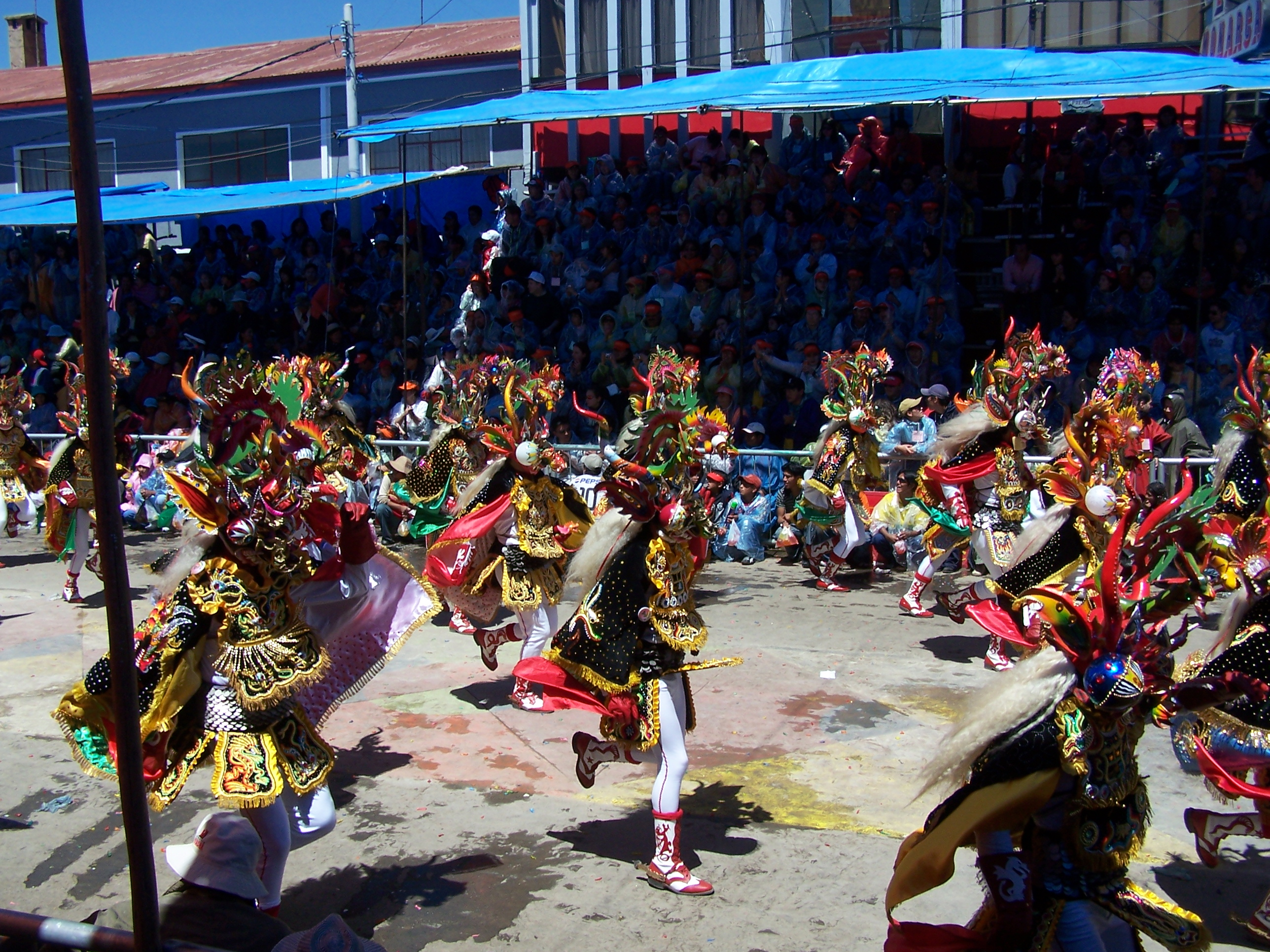
كرنفال أورورو عام 2007م

كرنفال أورورو (Carnaval de Oruro) هو أكبر كرنفال ثقافي سنوي في بوليفيا أعلنته اليونسكو عام 2001 كأحد روائع التراث الشفهي وغير المادي للإنسانية. يتم إقامته سنويا في مدينة أورورو.